# トラヤヌスの市場
座標: 北緯41度53分44.28秒 東経12度29分10.35秒 / 北緯41.8956333度 東経12.4862083度
トラヤヌスの市場（ラテン語: Mercatus Traiani、イタリア語: Mercati di Traiano）は、人類史上初のショッピングセンターとされている古代ローマの遺構。
この遺構は、ローマ市内の大きな廃墟でフォリ・インペリアリ通りのコロッセオとは反対側の端にある。その建物と構造は古代ローマの生活の生きたモデルであり、ローマにおける継続的な建築物修復の例であり、ローマ建築の好例でもある。

## 沿革
トラヤヌスの市場は100年から110年、トラヤヌス帝に仕えていた建築家ダマスカスのアポロドーロスが建設した。中世期にはここに階が追加され、1200年に建設されたミリツィエの塔のような防御用の要素が追加された。この場所に後に修道院が建設されたが、20世紀初頭にトラヤヌスの市場を復元するため取り払われた。
現在、建物は博物館「Mercati di Traiano Museo dei Fori Imperiali」として一般公開されている。

## 構造

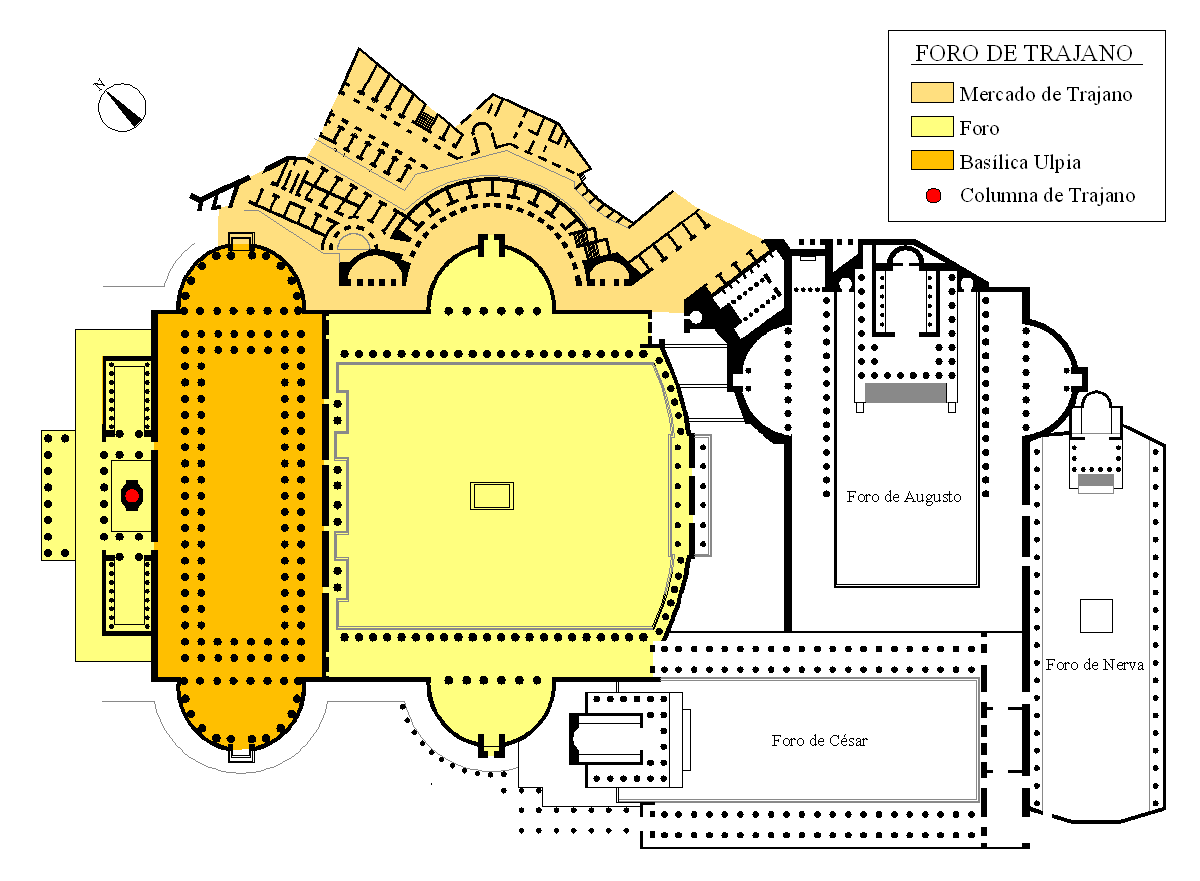
皇帝たちのフォルム内での位置
淡黄:トラヤヌスのフォルム, 橙色:バジリカ・ウルピア, 淡橙色:トラヤヌスの市場

入口は11月4日通りにある。入口から入ると売店が両側に並んでいる。かつてここで小麦を無料でローマ市民に配布していた。このホールの端に大きなバルコニーがあり、そこからトラヤヌスの市場だけでなく、トラヤヌスのフォルムやヴィットーリオ・エマヌエーレ2世記念堂が見渡せる。このバルコニーはビベラティカ通り（Via Biberatica。biber は「飲み物」の意。酒場や食料品店が並んでいた）の一部であり、その道は入口から始まってトラヤヌスの市場を貫いている。
市場の上層階は事務所として使われ、下層階にあたるトラヤヌスのフォルムに面した部分は油、ワイン、魚介類、食料雑貨、野菜、果実などの商店が並んでいた。最上階に中世期に建てられた家はビベラティカ通りの半円部分に面している。市場の下の部分は今日では2階建てになっている。地上階の各店舗の入口はトラバーチン製でその上にアーチが載っている。2階には油とワインを売る店が並んでいた。3階部分は今では壁が一部しか残っていないが、ビベラティカ通りに面していて、おそらく食料雑貨店が並んでいたと思われる。下の方には2つの大きなホールがあり、おそらくオーディションや演奏会に使われたと思われる。市場内の各店舗をタベルナと呼んだ。
市場の天井はローマン・コンクリート製のヴォールトになっていて、中心の空間に新鮮な空気と日光が取り込めるようになっていた。市場自身は主にレンガとコンクリートで出来ている。

## ギャラリー

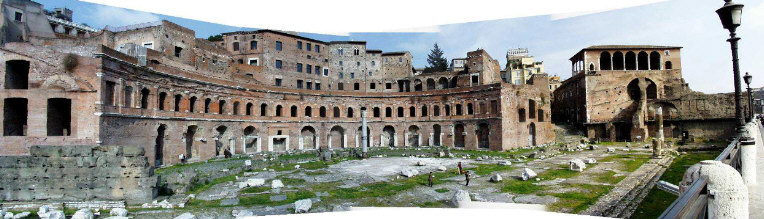
トラヤヌスの市場（2000年撮影）

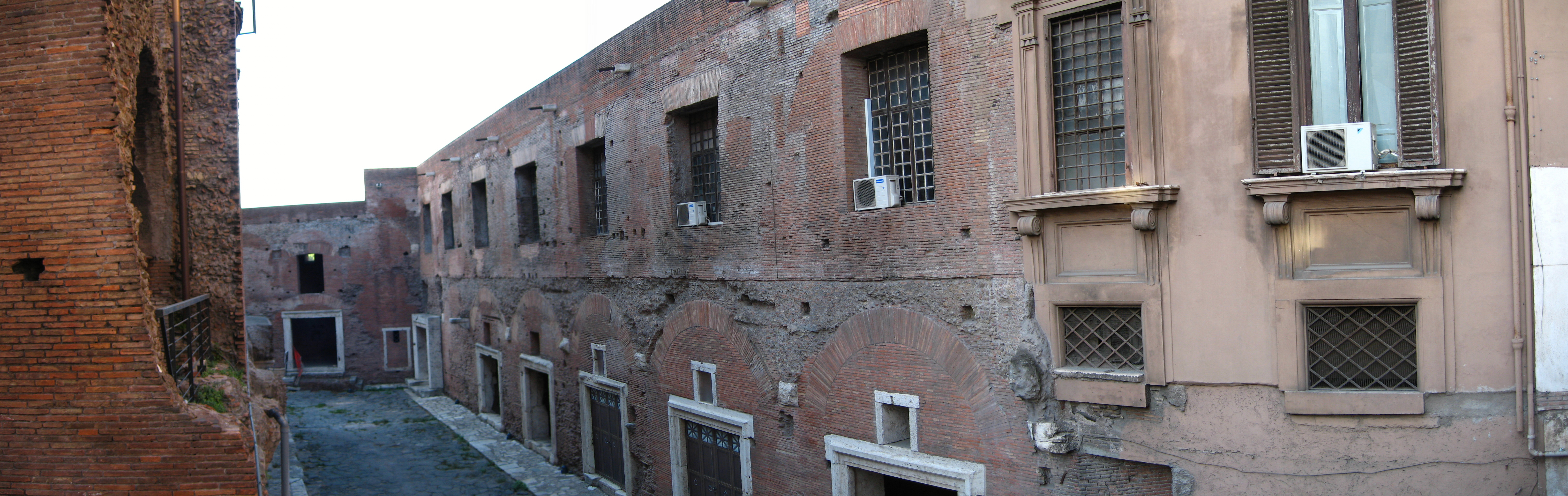
ビベラティカ通り（2006年撮影）